# 严从简
严从简（1529年—？），字仲可，號紹峰，浙江嘉興人。明朝官员。

## 生平
浙江乡试第四十五名举人，嘉靖三十八年（1559年）己未科三甲七十六名进士，初授行人司行人，四十四年五月选授工科给事中，四十五年三月升刑科右给事中，后隆慶元年（1567年）遭陷害，贬任婺源县县丞，升临江府和扬州府同知，免官還鄉。
神宗万历二年（1574年）始撰《殊域周咨录》二十四卷；1583年成書。此外严从简还著有《安南来威辑略》、《诗教》、《使职文献通编》。

## 家族
曾祖嚴胤芳。祖父嚴萃，知县。父嚴寧，典儀正。母陶氏。具庆下。兄從節，监生；從謙。弟從雅、從裕、從愛、從巽。